# Pfarrkirche Witzelsdorf

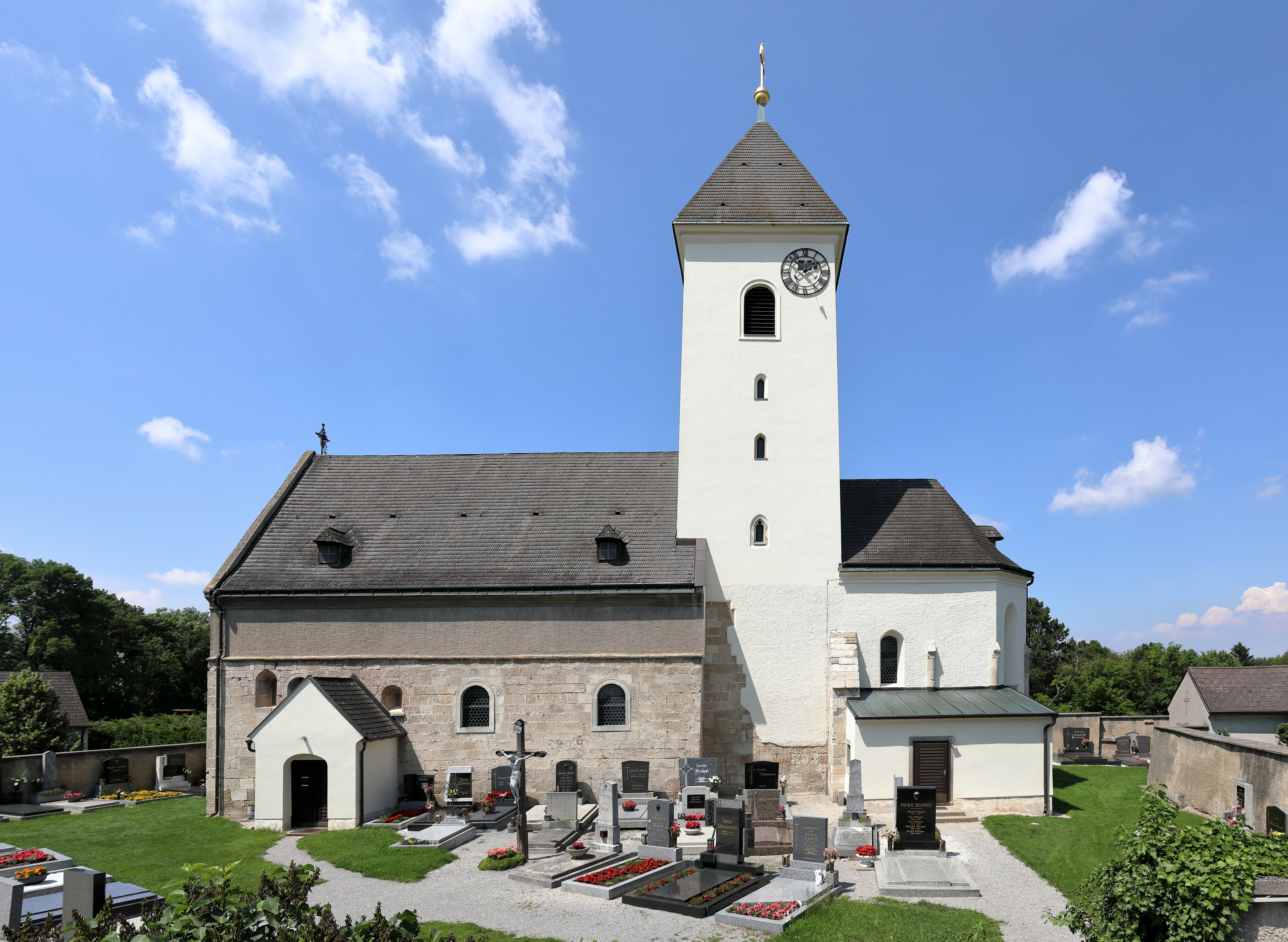
Pfarrkirche hl. Martin in Witzelsdorf

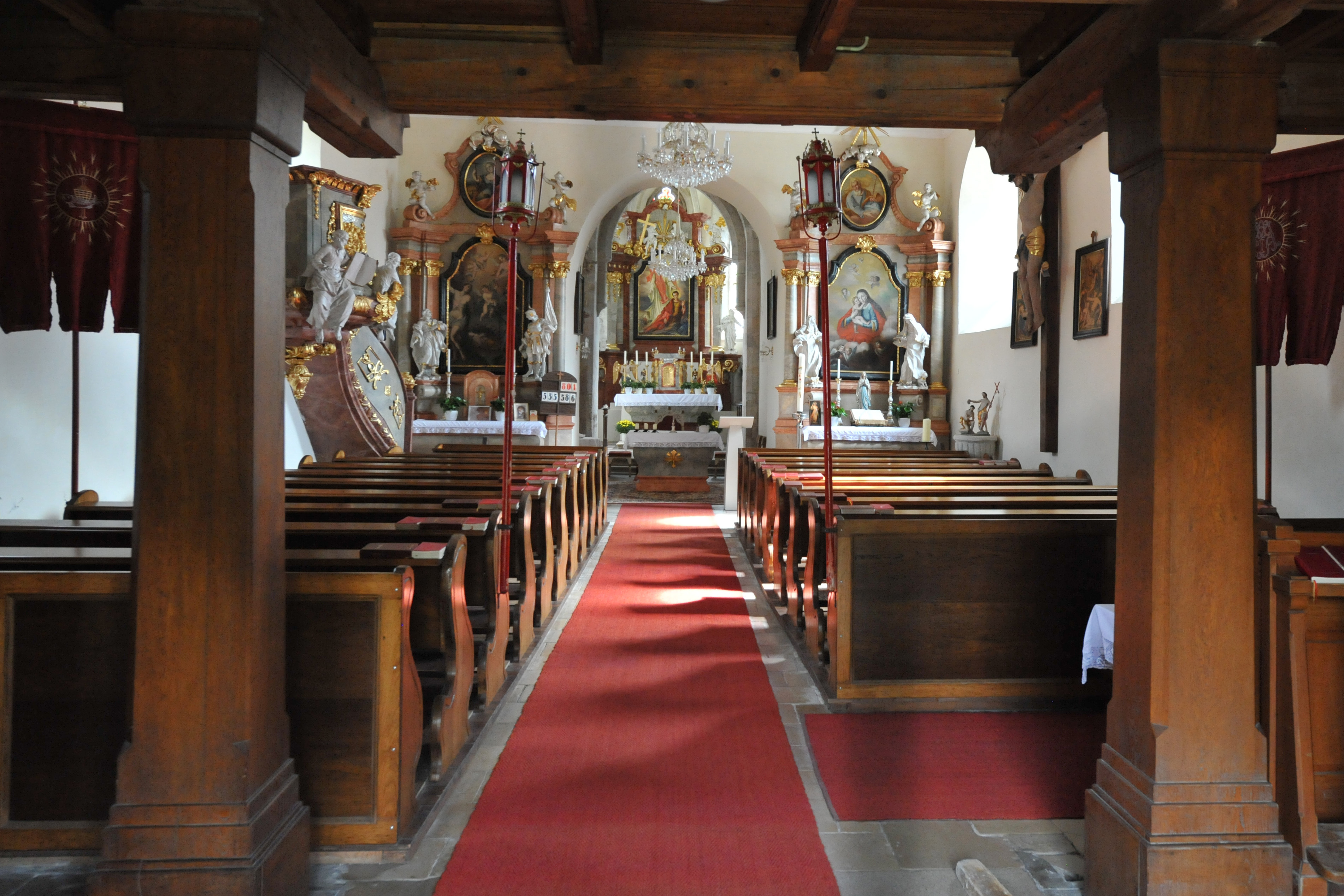
Langhaus, Blick zum Chor

Die römisch-katholische Pfarrkirche Witzelsdorf steht in der Ortschaft Witzelsdorf in der Gemeinde Eckartsau im Bezirk Gänserndorf in Niederösterreich. Sie ist dem heiligen Martin geweiht und liegt im Dekanat Marchfeld im Vikariat Unter dem Manhartsberg der Erzdiözese Wien. Die Kirche steht unter Denkmalschutz (Listeneintrag).

## Lagebeschreibung
Die Kirche steht am nördlichen Ortsausgang auf einem leicht erhöhten Gelände. Die ehemalige Wehrkirche ist von einem Friedhof umgeben.

## Geschichte
Die Pfarre wurde Anfang des 13. Jahrhunderts gegründet. 1755 wurde die Pfarre wiedererrichtet. Ursprünglich gehörte die Kirche zum Sprengel der um 1400 abgekommenen passauischen Pfarre Gerlos, die die älteste Pfarre im Gebiet des heutigen Machfeldes war. Danach gehörte die Pfarre zum Stift Lilienfeld.

## Architektur

### Kirchenäußeres
Die Kirche ist eine spätromanisch und frühgotische Wehrkirche. Das romanische Langhaus stammt aus der Mitte des 13. Jahrhunderts. Es wurde barock erhöht. Die Westfassade ist schlicht gehalten und weist Rundbogenfenster auf. Am Langhaus befinden sich romanisch vermauerte Rundbogenfenster. Das Langhaus weist ein mächtiges Satteldach auf. Der romanische Chor ist rechteckig. Darüber erhebt sich ein mächtiger romanischer Ostturm. Das romanische Mauerwerk reicht bis zur Sohlbank des dritten Obergeschoßes. Die Schallfenster wurden später ergänzt. Der Turm wird durch einen vierseitigen Pyramidenhelm bekrönt. An den Kirchturm schließt der frühgotische Chor aus der Zeit um 1300 an. Dieser hat schmale ein- und zweibahnige gotische Fenster mit Dreipassmaßwerk und romanischen Dreiviertelsäulen mit Schildkapitellen anstelle der Strebepfeiler an. Im Süden wurde in neuerer Zeit eine Sakristei und ein Eingangsvorbau angebaut. Im Norden befindet sich ein romanisches Rundbogenportal mit kräftigem Rundwulst.

### Kircheninneres
Das romanische Langhaus ist flach gedeckt und weist barocke Putzfelder aus der ersten Hälfte des 18. Jahrhunderts auf. Unterhalb der Decke ist ein umlaufendes Gesims. Das ehemalige romanische Chorquadrat ist etwas erhöht und kreuzrippengewölbt. Es ruht auf romanischen Konsolen in den Westecken, in den Ostecken auf frühgotischen Konsolen. Der einjochige Chor endet im 5/8-Schluss. Darüber ist Kreuzrippengewölbe mit Kelchkapitellen, das auf Dreisäulenbündel auf Zackenkonsolen ruht. Im Chorraum befinden sich ein Sakramentshäuschen und eine kleine Sessio-Nische an der Südwand.

## Ausstattung
Der Hochaltar ist ein Säulenaltar aus der ersten Hälfte des 18. Jahrhunderts. Das Altarbild zeigt den heiligen Martin. Es wurde im 20. Jahrhundert gemalt. Die Seitenfiguren stellen die Heiligen Johannes der Täufer und Elisabet dar. Sie wurden im 18. Jahrhundert geschaffen. Im Auszugsbild ist die Dreifaltigkeit dargestellt, das Bild wurde im 18. Jahrhundert geschaffen.
Die Seitenaltäre sind leicht geschwungene Säulenaltäre aus der Mitte des 18. Jahrhunderts. Das linke Seitenaltarblatt ist ein Nothelferbild aus der zweiten Hälfte des 18. Jahrhunderts. Die Seitenfiguren stellen die Heiligen Leonhard und Florian dar. Im Auszugsbild ist die heilige Katharina dargestellt. Das rechte Seitenaltarbild zeigt Maria mit Kind. Im Auszug ist ein Bild Gottvaters. Auf dem Altar steht eine Figur der heiligen Margaretha von Cortona.
Die bemerkenswerte Kanzel stammt aus dem dritten Viertel des 18. Jahrhunderts. Am Korb sind Figuren der Apostel Petrus und Paulus dargestellt sowie ein Relief der Auferstehung Jesu. Auf dem Schalldeckel steht eine Apostelfigur. In der Kirche befindet sich außerdem ein Kruzifix aus dem 16. Jahrhundert, eine barocke Figur des heiligen Josefs aus dem 18. Jahrhundert und Kreuzwegbilder aus der zweiten Hälfte des 19. Jahrhunderts.
Die Orgel aus 1847 mit 8 Registern stammt von Franz Ullmann.

## Wehranlage

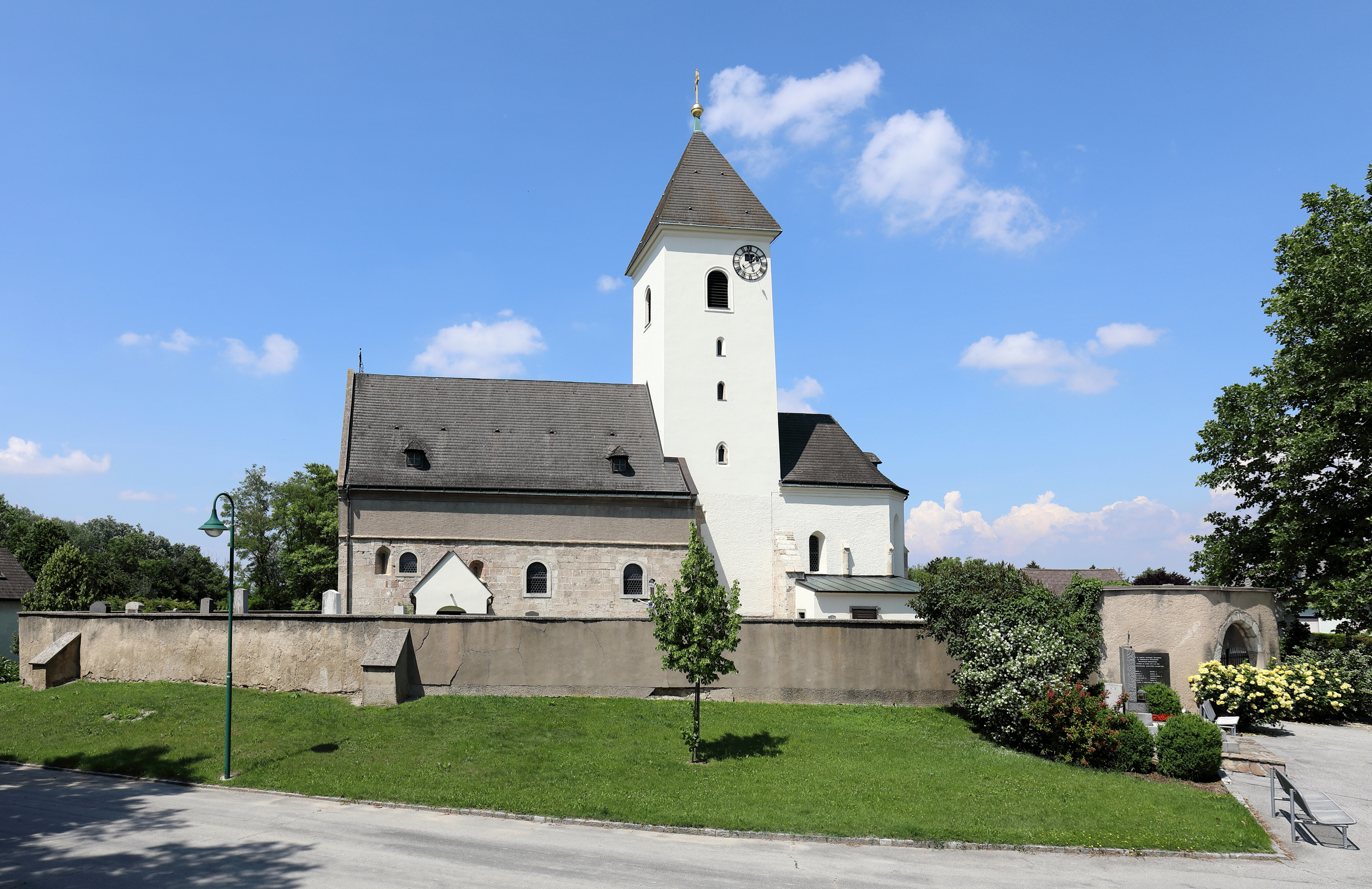
Blick auf die Wehranlage

Die Wehranlage um die Kirche wurde 1444 erstmals urkundlich erwähnt. Um die Kirche verläuft eine rechteckige Kirchhofmauer mit gebogener Südmauer. In der südöstlichen Ecke befindet sich ein rundbogiges Tor mit abgeschrägten Steingewänden. An der Innenseite ist eine Laufröhre für einen Riegelbalken. Neben dem Tor befindet sich eine spätbarocke Wegkapelle aus dem 18. Jahrhundert.